# انتانیو فازیو
انتانیو فازیو (انگلیسی: Antonio Fazio؛ زادهٔ ۱۱ اکتبر ۱۹۳۶) یک اقتصاددان و کارمند بانک اهل ایتالیا است.